# Torre-Palacio de Guevara
El palacio de Guevara es un palacio ubicado en la localidad española de Guevara, municipio de Barrundia, en el territorio histórico de Álava. Está a los pies del monte donde se ubicaba el Castillo de Guevara. 

## Linaje de los Guevara
Era la residencia de Los Guevara, Condes de Oñate desde el siglo XV, Señores de la Llanada Oriental y cabeza del bando gamboíno en Álava, relacionados tradicionalmente con la monarquía navarra (adversarios por ello, en las guerras de bandos en Álava, de los linajes de Mendoza y Hurtado de Mendoza, Parientes Mayores del bando oñacino en el territorio alavés).
Los Guevara ya son mencionados en las Juntas de Arriaga de 1262, 1291 y 1332. Además, fueron tenentes de los reyes de Navarra hasta la conquista castellana en 1200; incluso en la batalla de las Navas de Tolosa, en 1212, sus vasallos lucharon a las órdenes de Sancho VII el Fuerte de Navarra. Posteriormente, ya anexionada a Castilla, fueron los Reyes Católicos quienes concedieron a Íñigo Vélez de Guevara el título de conde de Oñate (año 1481).

## Características del palacio

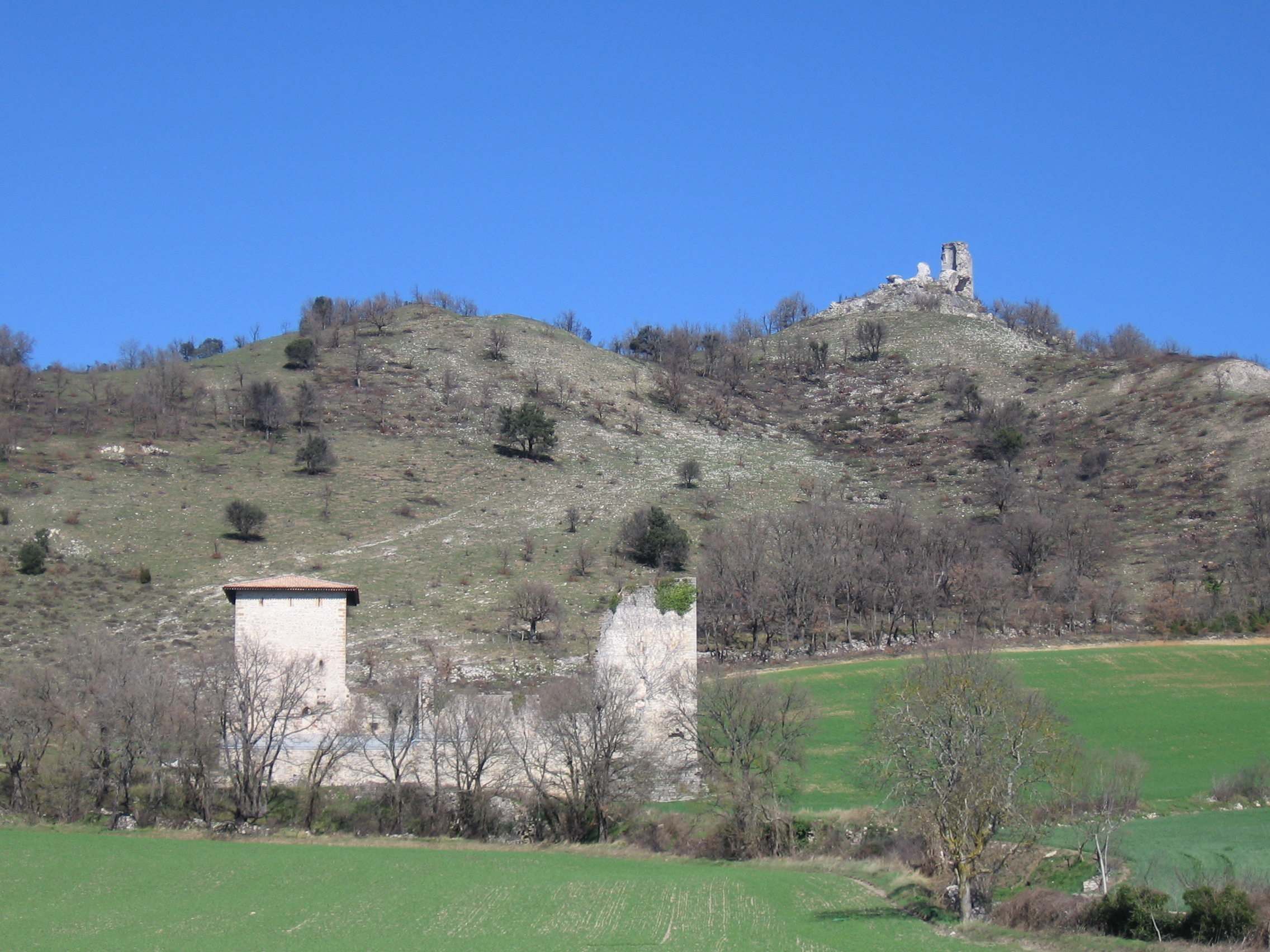
Palacio al frente y castillo de Guevara en lo alto del monte

El palacio fue construido a finales del siglo XIII o principios del XIV y hoy en día está restaurado en parte: se ha recuperado una de las 4 torres que tenía, mientras que el resto está en ruinas, conservándose algunas paredes y vestigios de lo que fue chimenea y cocina.
El edificio era de planta rectangular, con torreones en sus cuatro ángulos. Construido de mampostería con sillares en los ángulos y en los huecos de las ventanas. Tenía un gran patio que contenía un aljibe en el centro, cerrado por construcciones de un solo piso y planta baja, cubiertas por tejado a doble vertiente. La puerta de entrada conserva aún su arco apuntado, con dovelas de sillarejo. Sobre ella existió, hasta hace pocos años, un escudo del siglo XVI con los blasones de Guevara entre dos cíclopes tenantes, apoyados en columnas apeadas sobre cabezas humanas, a manera de ménsulas. Fue mandado destruir por el general liberal Zurbano tras la primera guerra carlista.

## Situación actual
En 1964 la Diputación Foral de Álava reconstruye parte del mismo: el torreón noroeste y algunos fragmentos de la muralla de poniente. Fue declarado Monumento Histórico Artístico en 1984 y luego protegido de forma genérica con la Ley 16/1985 sobre el Patrimonio Histórico Español. Las ruinas del palacio hoy en día han sido acondicionadas para poder ser visitadas. Las visitas son realizadas por la Asociación de Amigos del Castillo de Guevara. De las cuatro torres del palacio se ha restaurado una, permaneciendo el resto en ruinas, en las que se pueden apreciar vestigios de la chimenea y la cocina